# 기술자유주의
기술자유주의, 기술자유지상주의(technolibertarianism), 사이버자유주의(cyberlibertarianism)는 1990년대 초 실리콘 밸리의 인터넷 초기 해커 사이퍼펑크 문화와 미국 자유주의에 뿌리를 둔 정치철학이다. 이 철학은 정부 규제, 검열 또는 "자유로운" 월드 와이드 웹을 방해하는 다른 모든 것을 최소화하는 데 중점을 둔다. 이 경우 "free"라는 단어는 gratis(비용 없음)가 아니라 libre(제한 없음)의 의미를 나타낸다. 사이버 자유주의자들은 시장에서 가장 잘 충족된다고 믿어지는 유동적이고 실력주의적 계층을 수용한다. 가장 널리 알려진 사이버자유주의자는 줄리안 어산지이다. 기술자유주의라는 용어는 기술 작가 폴리나 보숙이 비판적 담론에서 대중화했다.

## 저명한 지지자
- 줄리언 어산지
- 존 페리 발로
- 존 길모어
- 앤드루 양
- 일론 머스크

## 같이 보기
- 위키백과의 검열
- 크립토아나키즘
- 자유 문화 운동
- 정보의 자유
- 표현의 자유
- 기술자본주의
- 기술관료제